# Schwarzenbruck
Schwarzenbruck är en kommun och ort i Landkreis Nürnberger Land i Regierungsbezirk Mittelfranken i förbundslandet Bayern i Tyskland. Schwarzenbruck, som för första gången nämns i ett dokument promulgerat av Konrad II år 1025, har cirka 8 600 invånare.

## Indelning
Schwarzenbruck består av elva delområden:
| - Altenthann - Fröschau - Gsteinach - Mauschelhof - Oberlindelburg - Ochenbruck | - Pfeifferhütte - Rummelsberg - Schwarzenbruck - Unterlindelburg - Wallersberg |